# West Lake Park
West Lake Park är en park i Kanada.   Den ligger i provinsen British Columbia, i den centrala delen av landet, 3 500 km väster om huvudstaden Ottawa. West Lake Park ligger 759 meter över havet. Den ligger vid sjön Nadsilnich Lake.
Terrängen runt West Lake Park är huvudsakligen platt, men österut är den kuperad. Terrängen runt West Lake Park sluttar norrut. Trakten runt West Lake Park är nära nog obefolkad, med mindre än två invånare per kvadratkilometer..
I omgivningarna runt West Lake Park växer i huvudsak barrskog.